# Final Fantasy (jeu vidéo)
 (août 2008).
Si vous disposez d'ouvrages ou d'articles de référence ou si vous connaissez des sites web de qualité traitant du thème abordé ici, merci de compléter l'article en donnant les références utiles à sa vérifiabilité et en les liant à la section « Notes et références ».
Pour les articles homonymes, voir FFI.
Final Fantasy (ファイナルファンタジー, Fainaru Fantajī) est un jeu vidéo de rôle développé et publié par Square Co., Ltd. pour la Nintendo Entertainment System (NES) en 1987. Il est le jeu inaugural de la série principale de Square : Final Fantasy.
Final Fantasy a été plus tard réédité sur plusieurs consoles de jeu vidéo, y compris les ordinateurs MSX 2, la PlayStation et les consoles portables Wonderswan Color, Game Boy Advance et PSP. Deux versions produites pour les téléphones mobiles japonais ont aussi vu le jour sur les modèles NTT DoCoMo FOMA 900i (sous le nom Final Fantasy i ou FFI) et CDMA 1X WIN-compatible W21x de KDDI Corporation (sous le nom Final Fantasy EZ) dans les années 2000. Le jeu a été fréquemment compilé avec sa suite, Final Fantasy II. Pour de plus amples informations à propos des compilations PlayStation et Game Boy Advance, voir respectivement Final Fantasy Origins et Final Fantasy I and II: Dawn of Souls.

## Trame

### Personnages principaux (non-jouables)
Bahamut apparaît pour la première fois dans cet épisode. Il est le roi des Dragons et accorde aux Guerriers de la Lumière sa bénédiction, ce qui leur permet, en accord avec le système de jeu, de changer de classe.
Bikke est un chef pirate qui a pris possession du village de Pavloka. Après avoir été défait par les Guerriers de la Lumière, il leur donne son navire.
Chaos est la menace suprême. Il s'agit vraisemblablement de Garland lui-même.
Cid - dont le nom vient d'un terme arabe signifiant "chef" - est cité par le peuple de Lufénia comme étant l'ingénieur qui aurait mis au point l'aéronef que les Guerriers de la Lumière ont trouvé dans le désert.
Garland fut une fine lame du royaume de Cornélia avant de subir un coup de destin qui le fit basculer du côté des Ténèbres. Il enferme le monde dans une boucle temporelle sans fin grâce au pouvoir des cristaux qu'il a détourné en s'appuyant sur les quatre démons du Chaos. Il est définitivement vaincu 2 000 ans dans le passé par les Guerriers de la Lumière, alors qu'il a pris la forme du Chaos.
Guerriers du peuple du Ciel (Lufénia) : après avoir été banni du ciel par Tiamat il y a 400 ans, le peuple du même nom se réfugia à Lufénia. Pressentant que le monde et les cristaux courraient un grand danger, ils envoyèrent cinq guerriers pour sauver le monde mais furent vaincus par Garland et changés en chauves-souris dans le Temple du Chaos.
Lukahn est un des douze Sages du village de Crescent Lake, annonçant la venue de quatre Guerriers portant la Lumière lorsque le monde sera recouvert de ténèbres. Cette prophétie sert d'introduction à la version originale de Final Fantasy.
(Douze) Sages de Crescent Lake tiennent conseil un peu à l'écart du village et guident avec acuité les Guerriers de la Lumière.
Unne est un docteur qui prétend ne rien ignorer et qui rôde près du cimetière de Melmond. Grâce à la pierre de Rosetta, il parvient à déchiffrer la langue de Lufénia et l'enseigne aux Guerriers de la Lumière.

### Démons du Chaos
Kraken est le démon de l'eau. Il s'est éveillé il y a 200 ans et se trouve depuis dans le palais englouti des sirènes. Sa présence maléfique affaiblit l'éclat de l'eau et met notamment les sirènes en danger de mort. Il est le troisième démon à être vaincu par les Guerriers de la Lumière.
Liche est le démon de la terre, caché dans la Caverne de la Terre à l'est de Melmond. Elle s'est éveillée récemment et détruit la fertilité de la terre. Elle est le premier démon à être vaincu par les Guerriers de la Lumière.
Malyris est le démon du feu, terré au tréfonds du Mont Gulg, qui s'est réveillé 200 ans trop tôt. C'est le deuxième démon à être vaincu par les Guerriers de la Lumière.
Tiamat est le démon du vent. Il s'est éveillé il y a 400 ans et il a combattu puis vaincu le peuple du Ciel, qu'il a renvoyé sur terre. Il trône à présent dans la forteresse volante, au-dessus de la Tour Mirage. Il est le quatrième et dernier démon à être vaincu par les Guerriers de la Lumière.
Les quatre Démons du Chaos apparaissent également à Mémoria, dans Final Fantasy IX.

### Histoire
Final Fantasy prend place dans un monde fantaisiste non nommé divisé en trois continents. Les pouvoirs élémentaux sont gouvernés par quatre cristaux ("orbs" dans la version nord américaine originale): terre, feu, eau, et vent.
Durant les siècles précédant le jeu, des orages violents coulent le palais qui servait de centre à une civilisation océanique, la mer s'épuise, et le cristal de l'eau devient noir. Durant approximativement la même période, les Lefeinish, qui avaient utilisé le pouvoir du cristal du vent pour construire des stations spatiales géantes (les "forteresses volantes") et des vaisseaux, ont regardé leur pays aller vers sa perte alors que le vent s'essouffle après que le cristal de vent soit devenu noir. Le cristal de la terre et le cristal du feu deviennent noirs, attaquant le monde avec des feux dévastateurs et rendant le village agricole de Melmond infertile car la terre se meurt. Pourtant, les hommes sont convaincus qu'une prophétie se réalisera, la prophétie de Lukahn : « Devant les ténèbres, quatre guerriers de lumière se dresseront. »
Le jeu commence avec l'apparition des quatre jeunes guerriers de la lumière, les protagonistes de l'histoire. Les guerriers de la lumière portent chacun l'un des cristaux noircis. Ils arrivent à Cornélia, un puissant royaume qui vient de se faire enlever sa princesse, Sarah, par un ancien chevalier du roi, Garland. Les guerriers de la lumière voyagent vers le temple du chaos ruiné au nord-ouest de Cornélia, ils tuent Garland, et ils remportent la princesse chez elle. Le roi en gage de sa gratitude fait reconstruire le pont permettant aux guerriers de la lumière de poursuivre leur route vers les terres du Nord.
Durant leur voyage, les guerriers de la lumière apprennent qu'Astos, l'elfe noir, terrorise les terres du sud, qu'il a volé l'œil de cristal de la sorcière Matoya, qu'il a mis le prince des elfes à Elfia sous une magie qui le fait dormir, et qu'il a volé la couronne d'un roi de l'ouest. Comme ils voyagent, ils libèrent le village de Pravoka d'une bande de pirates, et obtiennent leur bateau. Les guerriers de la lumière peuvent maintenant voyager sur les mers, mais demeurent restreints au centre des terres du sud. Un isthme bloque l'accès aux terres de l'ouest. Nerrick, un des nains du mont Duergar, essaye de creuser un canal, mais il ne peut pas procéder sans dynamite. Elle est dans une pièce fermée au château Cornélia, et la clé appartient au prince des Elfes. Ils retrouvent la couronne volée, pour trouver que le roi était Astos en déguisement. Après avoir défait Astos, les guerriers de la lumière retrouvent l'œil de cristal de Matoya et le lui retournent, elle leur prépare un sel médicinal qui réveillera le prince des elfes. Une fois le canal construit, les guerriers de la lumière peuvent procéder vers le reste du monde.
Après leur visite à Melmond, les guerriers de la lumière vont à la caverne Terra et détruisent le démon de la terre, Liche, qui fait mourir la terre. Les guerriers de la lumière entrent ensuite au mont Gulg et détruisent le démon du feu, Malyris. Les guerriers détruisent le démon de l'Eau, Kraken, dans le palais englouti, et Tiamat, le démon du vent, dans la forteresse volante. Les quatre démons défaits et les cristaux restaurés, les guerriers apprennent que leur quête n'est pas terminée : Les démons ont pris le corps de Garland et l'ont envoyé deux mille ans dans le passé. En suivant ce chemin, ils découvrent que Garland est celui qui a envoyé à partir du passé les quatre démons dans le futur, entrainant le déclin des cristaux, le début de la quête des héros et surtout, la mort de Garland deux mille ans plus tard, créant ainsi un paradoxe temporel puisque c'est la mort de Garland qui est à l'origine de l'envoi des démons dans le futur.
Garland se transforme en un démon du chaos (n'étant autre que le Chaos de Dissidia: Final Fantasy) que les guerriers de la lumière détruisent. Après la mort de Garland, ils retournent à leur époque, mais ayant brisé le paradoxe, eux ainsi que le reste du monde, oublient tous ces événements. Le principal coup de théâtre venait du plan de Garland, relativement saugrenu, qui consistait en une vengeance éternelle contre les héros, doublée d'une immortalité puisqu'à chaque fois qu'il mourait dans son présent, sa victoire hypothétique n'était que d'autant plus belle dans le passé, selon lui.

## Système de jeu
Les informations ici concernent la version originale pour Famicom/NES. Pour les changements dans les rééditions, voir la section Rééditions
Final Fantasy débute en demandant au joueur de choisir une classe et un nom pour les quatre personnages. Comme souvent dans les jeux de rôle de l'époque, les personnages jouables n'ont pas de rôle actif dans l'histoire, aussi ce choix n'affectera que les aptitudes des personnages en bataille.
Les quatre héros, les Guerriers de la Lumière, disposent d'une particularité étonnante pour la série : ils n'ont pas d'histoire personnelle. On ne sait rien d'eux et ils n'interagissent pas individuellement avec les différents protagonistes mais toujours sous forme d'équipe. Tout ce que l'on sait est qu'ils possèdent chacun un cristal dans leur main, et se font appeler les Guerriers de la Lumière. Dès le début, leur quête, de par la prophétie, est de sauver le monde des Ténèbres. Cette liberté permet au joueur de choisir dès le départ quatre personnages à son goût qui formeront ainsi son équipe. Comme il existe six classes et que le joueur peut choisir la même classe pour plusieurs personnages, il existe pas moins de 54 combinaisons d'équipes différentes, qui permettent des styles de jeux variés voire complètement différents. Les six classes proposées sont :
- Guerrier : Un spécialiste des armes lourdes capables de s'équiper d'armures, il peut encaisser beaucoup de dégâts. Il peut devenir un Paladin plus tard dans le jeu, ce qui lui donne accès aux armes les plus puissantes ainsi qu'à la magie blanche.
- Moine : Un expert en arts martiaux qui se bat à mains nues. Il engendre des dégâts importants au combat mais ne peut pas porter d'armure. Il peut devenir Maître plus tard dans le jeu. Dans la version originale sur NES, un maître de haut niveau peut sans arme ni armure faire plus de dégâts que n'importe quelle autre classe ; une équipe de quatre Maîtres peut anéantir le dernier boss en moins de deux tours.
- Voleur : Un guerrier sensiblement moins fort qui peut utiliser moins d'armes et d'armures mais possède une meilleure agilité et une meilleure chance, ce qui donne une plus grande possibilité de prendre la fuite. Plus tard dans le jeu, le voleur peut devenir un Ninja. Les ninjas peuvent utiliser presque toutes les armes et armures, et peuvent utiliser plusieurs sorts de magie noire.
- Mage blanc : Un spécialiste en magie blanche. Combattant médiocre, il est tout de même meilleur dans ce domaine que le mage noir. Il peut devenir un Sage blanc, ce qui lui permet d'utiliser les plus puissants sorts de magie blanche.
- Mage noir : Un spécialiste en magie noire et un combattant très faible. Il peut devenir un Sage noir plus tard dans le jeu. Beaucoup estiment qu'il est un mauvais choix de classe puisque la plupart de ses meilleurs sorts sont aussi utilisables par le mage rouge. Cependant, le sage noir est le seul personnage qui peut utiliser Flare, l'un des deux sorts les plus efficaces contre le dernier boss (le sage blanc peut utiliser Holy, l'autre sort, mais il est moins puissant que Flare).
- Mage rouge : Un personnage très polyvalent capable de manier l'épée et d'utiliser un nombre limité de sorts de magie blanche et noire. Il possède des qualités de combat similaires au guerrier mais réduites. Il devient un Sage rouge plus tard dans le jeu.

Le déroulement du jeu est similaire à celui de plusieurs autres RPG. L'équipe se promène sur la carte du monde et rencontre aléatoirement des ennemis qui doivent être affrontés, même s'il est possible de prendre la fuite. Gagner des combats permet au joueur d'acquérir des gils (monnaie), qui peuvent être utilisés pour acheter armes, armures, objets et sorts. Des points d'expérience s'accumulent après les batailles jusqu'à ce que le personnage atteigne un certain seuil auquel il gagne un niveau. Ses capacités augmentent alors, et il gagne en force, agilité, sagesse, vitalité, chance, HP et MP pour les personnages pouvant utiliser la magie. L'équipe peut faire halte dans des villages pour ne plus éviter les combats aléatoires, récupérer des PV et PM, et glaner des informations en parlant aux habitants et ou bien acheter des objets. Les combats sont au tour par tour, c'est-à-dire que les joueurs sélectionnent les actions à effectuer entre combattre, lancer un sort, boire, utiliser un objet ou fuir ; une fois les choix validés, les personnages ainsi que les monstres effectuent tour à tour leurs actions dans un ordre déterminé par leur agilité.
Le jeu emprunte beaucoup à Donjons et Dragons. La liste des ennemis que le joueur rencontre durant le jeu est très fortement inspirée de la première édition de Dungeons and Dragons. Le système de magie, dans lequel les sorts fonctionnent par niveaux et où il y a un maximum de sorts pouvant être appris pour un certain niveau, est probablement un hommage à la série.

## Développement

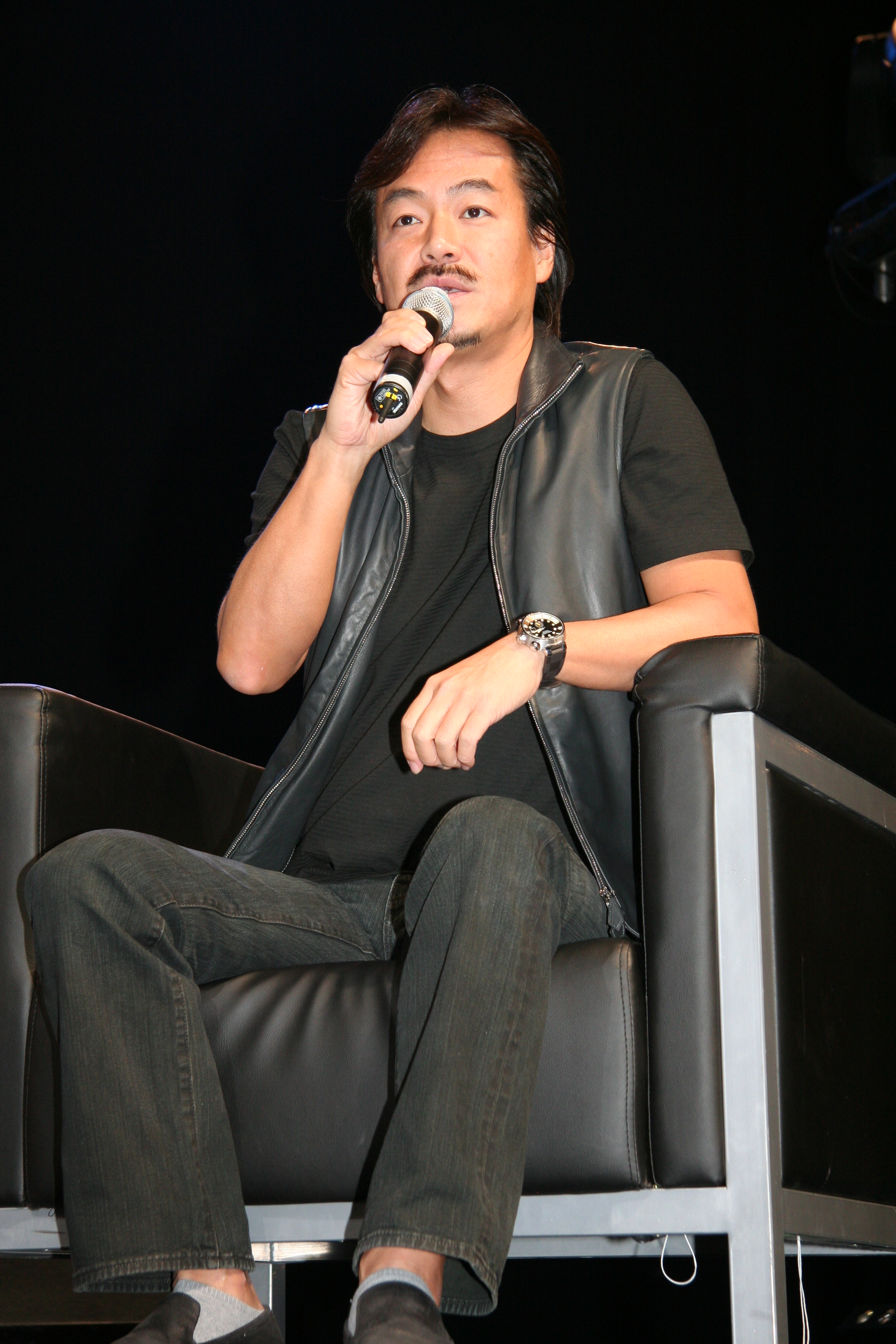
Hironobu Sakaguchi imagine l'idée originale du projet.

Final Fantasy a été développé alors que la société Square risquait la faillite en 1987. Le producteur/directeur du projet Hironobu Sakaguchi a déclaré que son jeu, peut-être final en raison des difficultés de la société, serait un jeu de rôle dans un univers fantasy. Il a fait de ces deux éléments le titre du jeu. Loin d'être le dernier jeu de Square, Final Fantasy se révèlera finalement comme un succès majeur au Japon, ne sauvant pas seulement Square de la faillite, mais leur offrant aussi la deuxième franchise de jeux vidéo de rôle la plus populaire du Japon, suivant de peu Dragon Quest, d'Enix. Après le succès de la localisation en Amérique du Nord de Dragon Quest (sous le nom Dragon Warrior), Nintendo of America traduit Final Fantasy en anglais et le publie en Amérique du Nord en 1990. La version nord américaine de Final Fantasy obtient un succès modeste, causé en partie par les tactiques de marketing agressives de Nintendo. En 2015, Sakaguchi affirme que Final Fantasy n'a jamais été nommé ainsi parce qu'il était censé être le dernier mais bien parce que les initiales FF sonnent aussi bien aux oreilles japonaises qu'américaines ; pour lui, si le mot Fantasy est un choix évident pour un RPG, Final n'est retenu que parce qu'il était relativement connu des japonais. Le premier essai était Fighting Fantasy, mais une série de romans porte déjà ce nom.
Final Fantasy est le septième travail de Nobuo Uematsu en termes de composition de musique de jeux vidéo. Kazuko Shibuya a contribué aux graphismes.

## Éditions
Final Fantasy a déjà été réédité plusieurs fois pour plusieurs plates-formes. Bien que toutes ces rééditions conservent la même base pour l'histoire et le système de bataille, des modifications variées ont été apportées dans certains aspects, incluant les graphiques, les sons, et quelques éléments spécifiques au gameplay. Ce qui suit est une brève description de certaines caractéristiques uniques à chaque réédition.

### Version MSX 2
Le standard de l'ordinateur MSX 2 est similaire à la Famicom, alors, comme résultat, la version MSX 2 de Final Fantasy est probablement la version la plus semblable à l'original. Cependant, pendant que la Famicom avait été conçue seulement pour les jeux vidéo, le MSX 2 avait été conçu pour être plus généralement utilisé comme ordinateur personnel. En pratique, cela veut dire que le jeu a été légèrement modifié pour prendre en charge des capacités offertes par le MSX 2 que la Famicom ne possédait pas et vice versa.
- Média. Sorti sur disquette, la version MSX 2 du jeu permettait de contenir trois fois plus de données que la version Famicom (720 ko vs. 256 ko), mais souffrait de quelques problèmes non présents dans la version Famicom, principalement un temps de chargement plus important.
- Graphismes modifiés. Mise à jour relativement mineure. Dans l'ensemble, la version MSX 2 possède une palette de couleur plus large qui ajoute un peu de couleurs aux personnages et aux arrière-plans. Cependant, certains ont affirmé que le choix des couleurs est quelquefois discutable, et argumentent que la version Famicom avait des graphismes de qualité supérieure, malgré la supériorité technique du MSX 2 dans ce domaine.
- Batailles aléatoires subtilement modifiées. Les batailles aléatoires qui se déroulent sur le monde principal ont été légèrement ajustées, ce qui signifie que certains monstres apparaissent à des endroits différents de la version Famicom.
- Système de sauvegarde différent. Les données de sauvegarde ne pouvant pas être conservées directement sur la disquette du jeu, il était nécessaire de disposer d'une autre disquette, vierge, pour permettre leur enregistrement. Il n'était possible de sauvegarder qu'un seul fichier par disquette.
- Sons et musiques améliorées. Le MSX 2 contient plus de canaux sonores que la Famicom, ce qui fait que les pistes sonores ont été modifiées ou améliorées pour cette version. Aussi, certaines musiques de donjon ont été échangées.
- Divers peaufinages au moteur. Dans la version Famicom, la force d'un Moine augmente avec son niveau, ce qui lui permet d'infliger davantage de dégâts à mains nues qu’avec des armes. Dans la version MSX 2, la force du Moine n'augmente plus aussi rapidement, et la puissance de ses poings n'est plus aussi importante. Aussi, quelques-uns des objets disponibles au magasin ont vu leur coût modifié.

### Version nord-américaine
La localisation nord-américaine de 1990 de Final Fantasy était essentiellement identique au jeu japonais. Mais des restrictions techniques, et les politiques de censure de Nintendo of America, ont produit des changements mineurs à certains éléments.
- Les noms des Magies tronqués. Le programme du jeu limitait à quatre caractères le nom des Magies, ce qui veut dire que plusieurs Magies de la version japonaise ont dû avoir leur nom coupé pour pouvoir entrer dans l'espace réservé. Ces changements incluent « Flare » réduit à « NUKE », « Thunder » réduit à « LIT » (Lightning ou « Éclair ») et « Degeon » réduit à « ZAP! »
- Politiques de censure. La politique de Nintendo of America ne permettait pas aux jeux de démontrer une seule référence quelconque au Judéo-christianisme ou une référence à la mort. Ainsi, certains éléments graphiques ont été modifiés en ce sens, par exemple, les églises ne portaient plus de croix.

## Rééditions

### Version Wonderswan Color

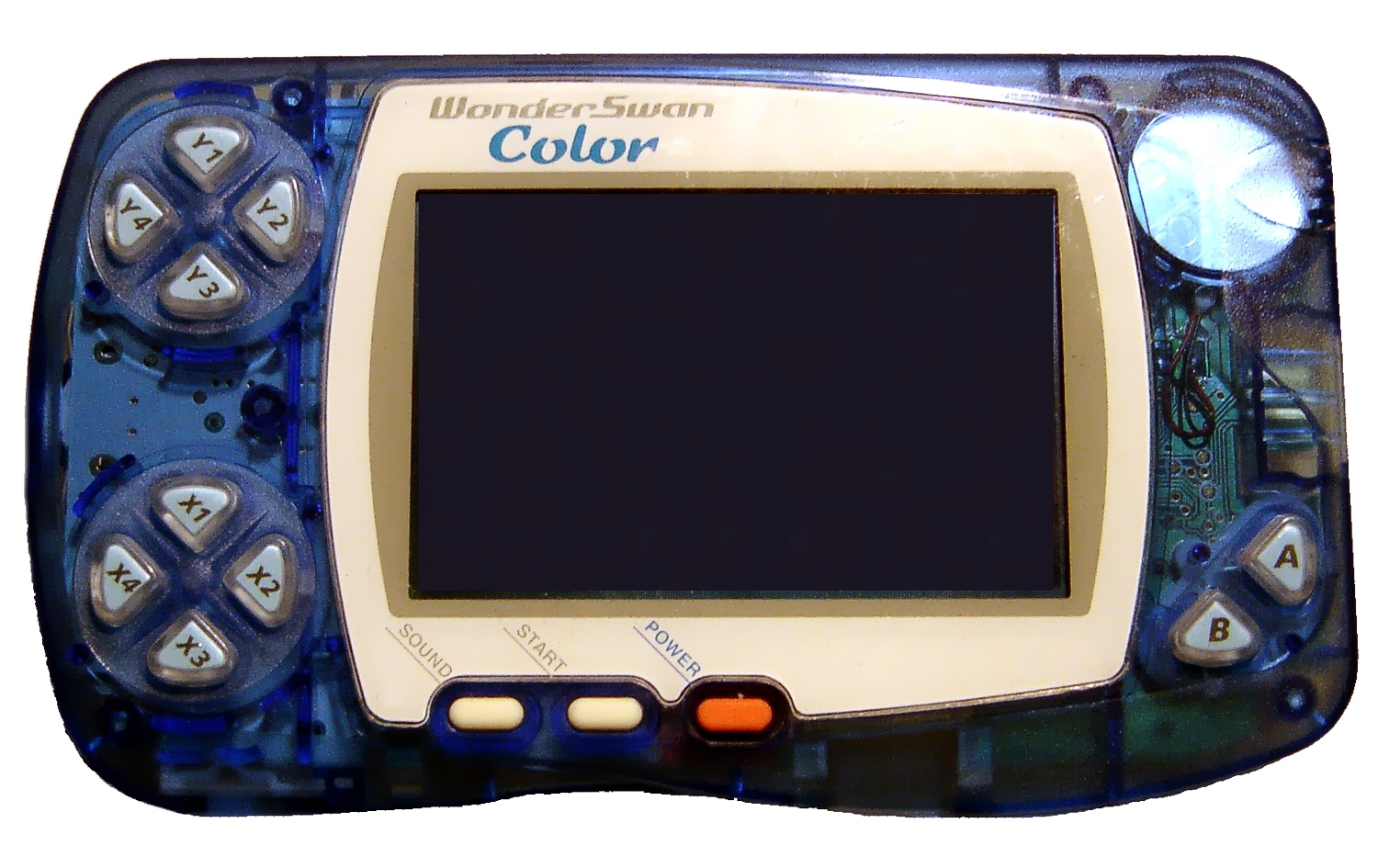
La Wonderswan Color de Bandai.

Nouveau logo utilisé pour les versions WonderSwan Color, PlayStation et Game Boy Advance.

Beaucoup plus de changements ont été apportés à cette réédition.
- Graphismes améliorés. Les graphismes 8-bit de l'original ont été complètement redessinés, amenant le jeu à l'ère 16-bit. La palette de couleur a été élargie et les arrière-plans contiennent maintenant des images.
- Ressemblances avec les nouveaux jeux. Les sprites des personnages (en particulier les classes améliorées comme le Paladin) ont été refaits pour ressembler plus aux jeux Final Fantasy du Super Famicom (Final Fantasy IV, V et VI). Dans la version Famicom, les magasins et les auberges ne contenaient pas d'intérieur: quand un personnage entrait dans l'édifice, il était salué avec un menu d'achat. Dans la version WSC, cela a été changé pour plus ressembler à d'autres jeux de la série, où chaque édifice avait un intérieur, avec un comptoir de shopping où le joueur peut accéder à l'écran de transaction. Similairement, l'écran de bataille a été refait, avec toute l'information textuelle transportée dans une fenêtre bleue qui s'étire vers le bas de l'écran ressemblant à Final Fantasy II jusqu'à Final Fantasy VII.
- Cutscenes ajoutées. De courtes cutscenes, utilisant le moteur interne du jeu, ont été ajoutées pour ajouter à l'histoire du jeu d'une certaine façon. Une de ces cutscenes implique la construction du pont de Cornélia.
- Texte supplémentaire. La version originale Famicom ne pouvait pas montrer plus d'une fenêtre de jeu durant une conversation, ce qui veut dire que toutes les conversations avec les personnages non-jouables étaient restreintes. La version WSC élimine cette limite.
- Peaufinages supplémentaires du moteur. Dans la version originale du jeu, chaque attaque prédéterminée par le joueur portée sur un monstre qui se fait tuer avant que cette attaque ne soit effectuée se retrouve dans le vide. La version WSC a introduit une option dans laquelle une telle attaque serait reportée vers un autre monstre. Similairement, une option "course" fut introduite: en pressant un certain bouton pendant que le personnage marche le fait aller à deux fois sa vitesse normale. Chacune de ces options peut être mise en marche ou fermée à partir du menu de configuration.
- Magies effaçables. Comme dans la version originale, chaque personnage doté du don de pouvoir utiliser la Magie dispose de sorts de différents niveaux. Chaque personnage n'a que trois emplacement de Magies par niveau, mais a le choix entre quatre Magies. Une fois ce choix fait dans la version originale, il n'y avait aucune méthode pour revenir en arrière. Dans la version WSC, cela a été changé pour qu'il soit possible d'effacer des Magies déjà apprises.
- Plus de place pour sauvegarder. La cartouche originale sur Famicom ne pouvait sauvegarder qu'une partie à la fois, et chaque fois qu'une nouvelle sauvegarde était faite, l'ancienne était écrasée. La version WSC permettait huit espaces de sauvegarde. Il y a aussi une option de "sauvegarde rapide" permettant au joueur de sauvegarder son progrès n'importe quand (excepté durant une bataille). Cela quitte le jeu cependant, et aussitôt que la partie est reprise, une telle donnée s'efface.
- Système d'objets changé. Dans la version originale, seulement les objets assignés à un personnage pouvaient être utilisés. Dans la version WSC, cela a été changé de sorte que tous les personnages puissent accéder à tous les objets. L'état Silence n'empêche plus le joueur d'utiliser des objets.
- Musiques ajoutées. En addition à remixer la bande sonore, le composeur Nobuo Uematsu a composé plusieurs nouvelles pistes, incluant un nouveau thème de « Boss Battle ».
- Les boss ont plus de HP. Puisque plusieurs des changements rendent le jeu plus facile, le HP de certains monstres, et de presque tous les boss, ont été augmentés (doublés, dans certains cas) pour mieux équilibrer le gameplay.
- « Auto-naming ». Durant la création d'un personnage, le joueur peut décider de laisser le jeu choisir aléatoirement un nom. Ces noms sont tous pris d'autres jeux dans la série et incluent Desh (Final Fantasy III), Giott (Final Fantasy IV), Kelga (Final Fantasy V) et Daryl (Final Fantasy VI), parmi d'autres.

### Version PlayStation
La réédition PlayStation de Final Fantasy est sortie accompagnée de sa suite, Final Fantasy II, dans une collection nommée Final Fantasy I and II: Premium Package au Japon et Final Fantasy Origins aux États-Unis et en Europe. Ces jeux sont directement basés sur les versions Wonderswan Color, et la plupart des changements sont restés à partir de cette version. Cependant, il y a quelques différences :
- Graphismes à plus haute résolution. Bien que les graphismes soient les mêmes que dans la version WonderSwan Color, la plus haute résolution d'affichage de la PlayStation veut dire que les graphismes ont été améliorés en quelque sorte, avec un peu plus de détails.
- Bande Sonore remixée. Nobuo Uematsu a remixé la Bande Sonore à la même qualité que Final Fantasy IX pour utiliser les capacités audio de la PlayStation et a aussi composé quelques nouvelles pistes comme celles utilisées dans les full motion video d'ouverture.
- Scripte retranscrit. Dans la version japonaise, le script a été changé pour inclure du kanji. La traduction anglaise, aussi, a été complètement retranscrite, et est, dans la plupart des cas, plus près de la version japonaise que la version NES ne l'était. Les noms des magies et des personnages sont aussi améliorés de quatre à six caractères.
- Encore plus d'espace de sauvegarde. Les données de sauvegarde ne prennent qu'un bloc sur la carte mémoire de la PlayStation, ce qui veut dire que quinze sauvegardes différentes peuvent être faites sur une carte mémoire. La fonction « quick save » de la version WonderSwan Color a été enlevée mais remplacée par la fonction « memo save » où le jeu peut être rapidement sauvegardé dans la Ram de la PlayStation. Ces données demeurent dans le système jusqu'à ce qu'il soit mis hors marche.
- Ajout de full motion video et d'un mode bonus. Le jeu inclut maintenant des full motion video (scènes cinématiques préenregistrées). Une section bonus est aussi disponible. Elle inclut un bestiaire, une galerie d'art et une collection d'objets débloqués pendant que le joueur avance dans sa quête.
- Nouveau « Mode Facile ». Un nouveau « Mode Facile » a été introduit dans lequel les prix dans les magasins ont été réduits, les points d'expérience sont gagnés plus facilement et les statistiques augmentent plus rapidement. Ce mode, optionnel, peut être choisi au début du jeu.

### Version Game Boy Advance
Une autre liste de changements inclus dans la version Game Boy Advance de Final Fantasy est disponible. Parmi ces changements :
- Niveau de difficulté réduit. Le niveau de difficulté de la version GBA ressemble au Mode Facile de la version PlayStation. Contrairement à cette version cependant, il n'y a pas de choix possible entre Mode Facile et Mode Normal. La redirection des coups portés sur un monstre déjà éliminé vers un autre, qui était optionnelle depuis la version WSC, est maintenant automatique.
- Graphismes de plus basse résolution. Les graphismes sont légèrement moins bons que la version PlayStation, et plus ou moins équivalents à ceux de la version WSC, bien que la GBA ait une résolution d'affichage plus élevée que la WSC. Certaines séquences (comme voler dans le vaisseau) paraissent cependant mieux sur GBA que sur WSC.
- Nouveau système de Magie. Les niveaux de Magies jusqu'alors utilisés ont été laissés de côté pour faire place au système de MP des jeux plus récents de la série. Bien que les Magies soient encore classées à certains niveaux (les personnages peuvent encore être équipés avec seulement trois de quatre Magies disponibles pour chaque niveau), chaque Magie se voit maintenant assigner une valeur en points de magie. Quand elle est utilisée, la valeur est soustraite d'un nombre total de MP qui s'appliquent à toutes les Magies connues par un personnage.
- Nouveau système d'objets. Plusieurs objets nouveaux ont été introduits. Les objets curatifs sont maintenant plus faciles à obtenir, et moins chers aussi. L'équipe commence le jeu avec 500 gil au lieu de 400 gil comme dans les versions précédentes.
- Bonus, Bestiaire. La galerie d'arts et les objets collectionnés dans la version PlayStation ont été enlevés, mais le Bestiaire est resté et fonctionne un peu comme dans la version PlayStation.
- Peaufinages divers au moteur du jeu. Certaines classes ont été modifiées: le Voleur et le Moine sont plus puissants, pendant que le Mage Rouge l'est moins maintenant. L'augmentation des statistiques a été modifiée, et la Sagesse affecte maintenant la force de Magies basées sur des armes.
- Système de sauvegarde modifié. Le jeu peut maintenant être sauvegardé n'importe quand, n'importe où (pas dans les batailles). Il y a trois espaces de sauvegarde, cependant, il ne semble pas y avoir de moyen d'en effacer le contenu.
- Les monstres ont plus de HP. Parce que les changements apportés à cette version la rende encore plus facile, plusieurs monstres et boss ont eu leur HP augmenté.
- "Soul of Chaos". Quatre nouveaux donjons optionnels, un correspondant à chaque Démon, sont disponibles après que le Démon correspondant est défait. Ces donjons sont particulièrement durs et contiennent des objets et ennemis trouvés nulle part ailleurs. À la fin de chaque donjon, il y a une variété de boss de Final Fantasy III jusqu'à Final Fantasy VI.

### Version PlayStation Portable

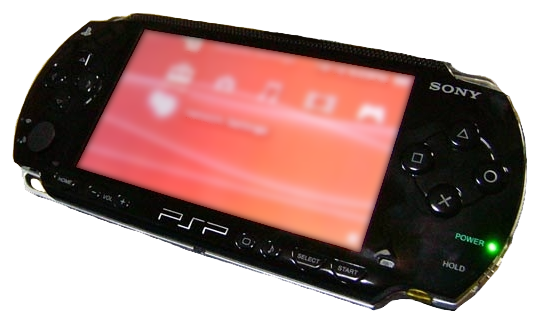
La PlayStation Portable de Sony accueille la dernière version en date de Final Fantasy.

Sorti à l'occasion du 20e anniversaire de la série, et disponible depuis le 7 février 2008 en Europe, en même temps que Final Fantasy II sur la console portable de Sony. À noter l'ajout de cinématiques, d'effets visuels pendant le jeu et les combats, d'un système de sauvegarde ou encore de niveaux inédits.

### Version Microsoft Windows et Téléphone Mobiles
Annoncé le 13 juin 2021 dans le cadre de la présentation estivale de Square Enix pour l'E3 2021 et publié sur iOS, Android et Microsoft Windows via Steam en juillet de la même année, cette version Pixel Remaster est présentée comme étant le " remaster 2D ultime " de son jeu respectif. Cependant, des changements ont été opérés sur cette version :
- Entièrement refait. Cette version n'est pas un simple remaster, mais un remake. En effet, le jeu a été entièrement refait à partir de la version Famicom avec le moteur Unity, afin de le moderniser pour la nouvelle génération de joueurs, et le rendre ainsi plus accessible.
- Pixel art des personnages entèrement remasterisés. Le pixel art des personnages ont été entièrement remasterisés de leur version originale par la graphiste Kazuko Shibuya, qui travaille sur les Final Fantasy depuis le tout premier jeu. Le spritework semble quant à lui être partiellement basé sur l'artbook FF DOT: The Pixel Art of Final Fantasy, qui présentait des sprites réimaginés de nombreux titres de la franchise.
- Expérience originale. Afin d'avoir une expérience des titres d'origine, cette version de FFI ne contient pas les bonus introduits dans les versions GBA et PSP. Ainsi, les contenus "Soul of Chaos" et "The Labyrinth of Time" ne sont pas présents.
- Musique entièrement réorchestrée. Certainement le point fort de cette version de FFI, la bande-son a été entièrement réorchestrée sous la supervision du compositeur original Nobuo Uematsu, tout en conservant les mélodies originales, afin de préserver leur statut de musiques cultes.

## Détail des sorties

### Sorties simples
| Plate-forme                                            | Date de sortie                     | Région           | Éditeur     | Média                 |
| ------------------------------------------------------ | ---------------------------------- | ---------------- | ----------- | --------------------- |
| Famicom                                                | 18 décembre 1987                   | Japon            | Square      | Cartouche             |
| Nintendo Entertainment System                          | Mai 1990                           | Amérique du Nord | Nintendo    | Cartouche             |
| MSX 2                                                  | Décembre 1989                      | Japon            | Micro Cabin | Disquette 3.5"        |
| WonderSwan Color                                       | 9 décembre 2000                    | Japon            | Square      | Cartouche             |
| PlayStation                                            | 31 octobre 2002                    | Japon            | Square      | CD-ROM                |
| NTT DoCoMo 900i series (sous le nom Final Fantasy i)   | 20 février 2004                    | Japon            | Square Enix | Téléchargement payant |
| CDMA 1X WIN W21x series (sous le nom Final Fantasy EZ) | 19 août 2004                       | Japon            | Square Enix | Téléchargement payant |
| PlayStation Portable                                   | 19 avril 2007                      | Japon            | Square Enix | Disque UMD            |
| PlayStation Portable                                   | 26 juin 2007                       | États-Unis       | Square Enix | Disque UMD            |
| PlayStation Portable                                   | 7 février 2008                     | Europe           | Square Enix | Disque UMD            |
| iPhone                                                 | 25 février 2010 / 28 juillet 2021  | Europe / Monde   | Square Enix | Téléchargement payant |
| Windows Phone                                          | 4 juin 2012                        | Monde            | Square Enix | Téléchargement payant |
| Android                                                | 4 septembre 2012 / 28 juillet 2021 | Monde            | Square Enix | Téléchargement payant |
| Windows                                                | 28 juillet 2021                    | Monde            | Square Enix | Téléchargement payant |

### Sorties compilées
| Plate-forme      | Nom de la collection                    | Date de sortie   | Région           | Éditeur     | Média                 |
| ---------------- | --------------------------------------- | ---------------- | ---------------- | ----------- | --------------------- |
| Famicom          | Final Fantasy I-II                      | 27 février 1994  | Japon            | Square      | Cartouche             |
| PlayStation      | Final Fantasy I and II: Premium Package | 31 octobre 2002  | Japon            | Square      | CD-ROM                |
| PlayStation      | Final Fantasy Origins                   | 8 avril 2003     | Amérique du Nord | Square Enix | CD-ROM                |
| PlayStation      | Final Fantasy Origins                   | 14 mars 2003     | Europe           | Atari       | CD-ROM                |
| Game Boy Advance | Final Fantasy I and II: Dawn of Souls   | 29 juillet 2004  | Japon            | Square      | Cartouche             |
| Game Boy Advance | Final Fantasy I and II: Dawn of Souls   | 29 novembre 2004 | Amérique du Nord | Nintendo    | Cartouche             |
| Game Boy Advance | Final Fantasy I and II: Dawn of Souls   | 4 décembre 2004  | Europe           | Nintendo    | Cartouche             |
| Windows          | Final Fantasy Pixel Remaster            | 28 juillet 2021  | Monde            | Square Enix | Téléchargement payant |

## Accueil
Final Fantasy, au côté de Dragon Quest, se place comme l'un des jeux les plus significatifs du genre du RPG à son commencement et a joué un grand rôle pour rendre le genre accepté et populaire.
Le jeu reçoit notamment la note de 34/40 dans Famitsu.

## Impact

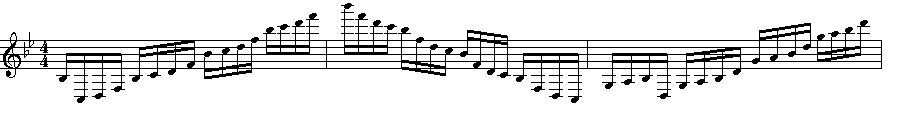
Le thème de l'écran-titre, Prelude, devient vite récurrent dans la série.

Final Fantasy est le premier jeu d'une série qui va devenir l'une des plus prolifiques de l'histoire des jeux vidéo. Avec 85 millions de jeux Final Fantasy écoulés, il s'agit de la troisième plus grosse franchise de l'histoire des jeux vidéo, derrière Mario et Pokemon de Nintendo.